# Margaret Gorman
Margaret Gorman (Washington, 18 agosto 1905 – Bowie, 1º ottobre 1995) è stata una modella statunitense, eletta prima Miss America della storia nel 1921.

## Miss America

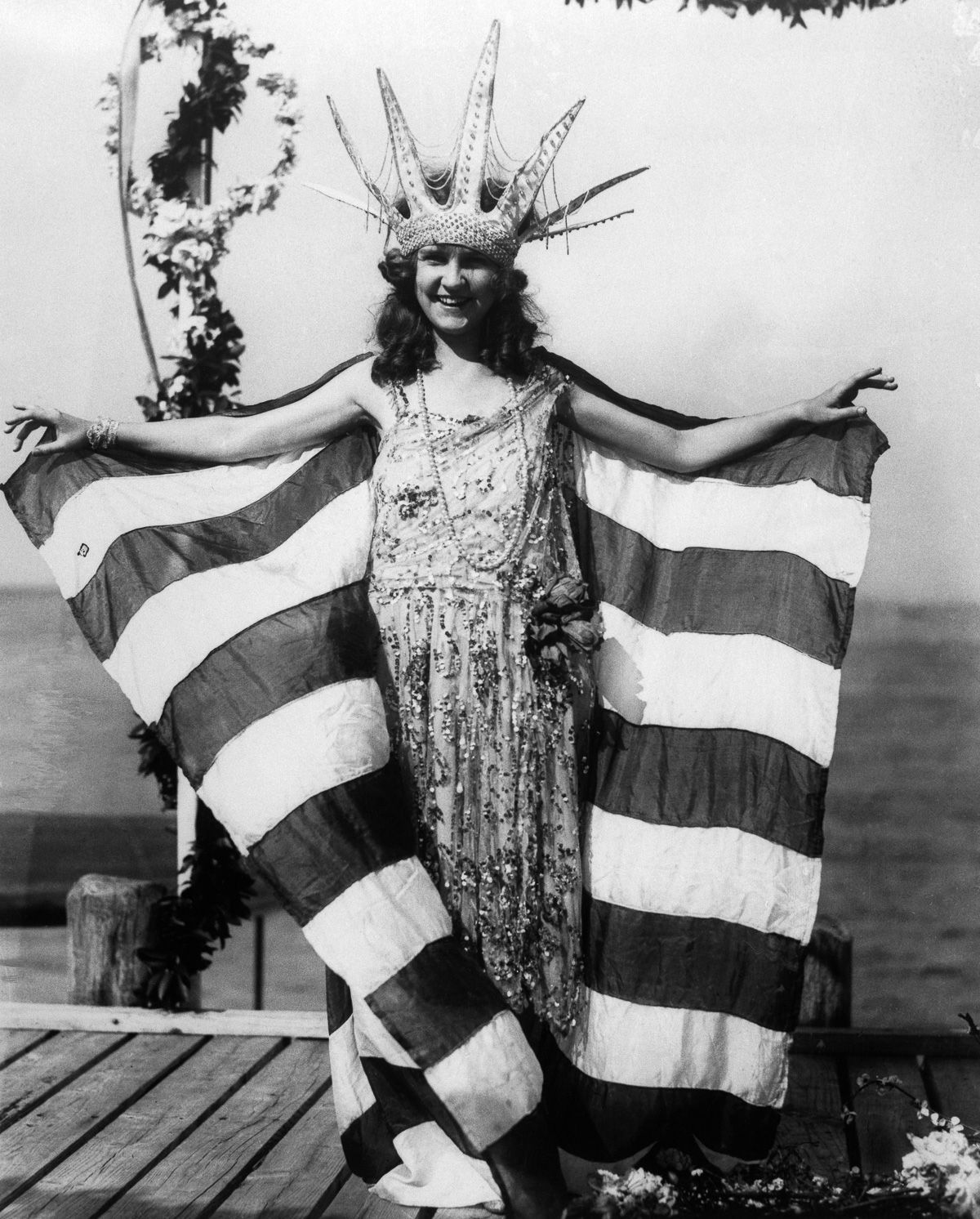
Margaret Gorman, Miss America 1921.

All'età di sedici anni, Margaret Gorman venne scelta come Miss Washington per le sue abilità atletiche, per i suoi trascorsi e per la sua personalità estroversa. Venne quindi invitata ad Atlantic City, nel New Jersey come ospite d'onore al secondo concorso annuale che si teneva l'8 settembre 1921. In quell'occasione, Margaret Gorman fu invitata a prendere parte a un nuovo evento: il concorso "Inter-City Beauty". La Gorman vinse due titoli, "Inter-City Beauty, Amateur" e "The Most Beautiful Bathing Girl in America". Infine Margaret Gorman vinse il primo premio, il trofeo "Golden Mermaid". Fu l'unica Miss America ad essere incoronata alla fine dell'anno. Sino al 1949, con soli 49 kg, è stata la Miss America più magra.
Margaret Gorman fu in seguito citata per aver pronunciato la frase "Non mi è mai importato essere Miss America. Non è stata una mia idea. Sono stata molto annoiata da tutto ciò. Voglio davvero dimenticare il tutto." Ciò nonostante, conservò per tutta la vita il vestito di chiffon e paillettes verde acqua che indossava la sera che fu incoronata Miss America.

## Vita personale

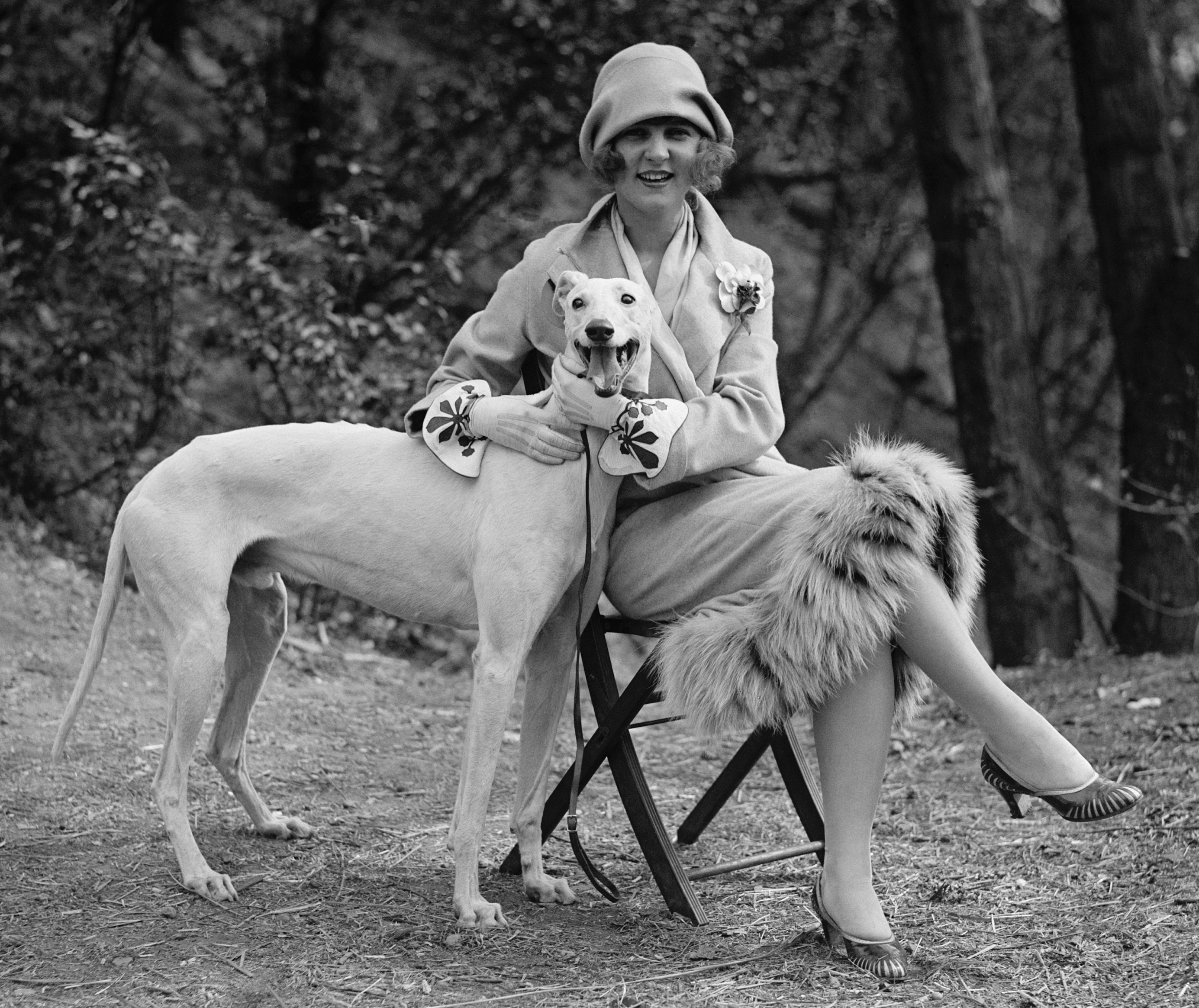
Gorman con il suo levriero, "Long Goodie", nell'aprile del 1925

Margaret Gorman gareggiò di nuovo a Miss America nel 1922 e nel 1923, ma in entrambi i casi non vinse, nonostante fosse una delle favorite del pubblico. Qualche anno dopo, sposò Victor Cahill, e fu felicemente sposata fino alla sua morte nel 1957. Passò gran parte della sua vita a Washington, vivendo la vita mondana della città e dedicandosi ai viaggi. Morì il 1º ottobre 1995, all'età di novant'anni.